# António Tavares Torres
António Tavares Torres (Rabo de Peixe, 13 de Junho de 1856 — Rabo de Peixe, 28 de Setembro de 1936) foi um intelectual autodidacta, jornalista e político ligado ao Partido Progressista e ao movimento autonomista açoriano. Exerceu funções autárquicas em Rabo de Peixe e na Ribeira Grande, a cuja Câmara Municipal presidiu. Escreveu a primitiva letra do Hino dos Açores.